# World of Warcraft
A World of Warcraft (röviden WoW) a Blizzard Entertainment 2004-ben megjelent számítógépes játéka. A Battle.net hálózat része. A nagy sikerű Warcraft sorozat történetét folytatja, pontosan két évvel a Warcraft III: The Frozen Throne eseményei után kapcsolódik be a történetbe.
A játék stílusa MMORPG, azaz csak interneten keresztül játszható szerepjáték, melyet egyszerre akár több százan vagy ezren is játszhatnak egy online világban. A játékosoknak rendszeresen elő kell fizetniük a játékra.
A World of Warcraft jelenleg 5,6 millió előfizetővel rendelkezik világszerte, ezzel világszinten a legnépszerűbb nyugati MMORPG, és a Guinness világrekordot is tartja ezen cím alatt. 2008 áprilisában úgy becsülték, hogy a többjátékos játékok piacának 62%-át birtokolja.

## Kiegészítők
A játékhoz 10 kiegészítő lemez készült eddig:
- The Burning Crusade — 2007. január 16.
- Wrath of the Lich King — 2008. november 13.
- Cataclysm — 2010. december 7.
- Mists of Pandaria — 2012. szeptember 25.
- Warlords of Draenor — 2014. november 13.
- Legion — 2016. augusztus 30.
- Battle for Azeroth — 2018. augusztus 14.
- Shadowlands — 2020.november 23.
- Dragonflight – 2022.november 28.
- The War Within - 2024.augusztus 26.

## Szerverek(Realm)
A játékosoknak, mikor belépnek a játékba, választaniuk kell a szerverek, avagy világok (realm) közül. Egy szerveren egy előfizetésről maximum 18 karakter lehet és legfeljebb 50 karakter indítható előfizetésenként (account). A szerverek között a karakterek átvitele fizetés ellenében lehetséges, vagy karakteráthelyezési akciók keretén belül meghatározott szerverek között ingyenesen.
Az európai szerverek közül választható angol, olasz, spanyol, francia, német, portugál vagy akár orosz nyelvű is. Ez azt jelenti, hogy a játékon belüli szövegek az adott nyelven olvashatók, a játékmesterek is ezen a nyelven kommunikálnak és ez a szerver domináns beszélt nyelve.

### Az elérhető szervertípusok
- PvE (avagy Normál) – Ebben a szervertípusban a játékos a környezete ellen lép fel. A játékosok közti nyílt ellenségeskedés csak speciális PvP állapotban érhető el.
- PvP – Ebben a szervertípusban a játékosok közti nyílt ellenségeskedés van a központban. A territoriális (territory) rendszer alatt lehet a játékos kerülhet baráti (friendly); ellenséges (enemy) vagy vitatott (contested) zónákba, az első kettő attól függ, hogy ki melyik oldalon áll. Néhány város, mint Shattrath City vagy Dalaran egy speciális jelző (sanctuary) alatt van, ahol tilos a frakciók közötti nyílt támadás, amelynek betartatását az őrök végzik.
- RP – Ezen a szervertípuson a játékosnak kötelező a szerepjátszás (role playing) az általa választott karakter bőrébe bújva, így a nem megfelelő név, a túlzott szlenghasználat vagy fantáziátlan társalgási szokások akár büntetést, sőt, kitiltást is maguk után vonhatnak. A PvE szabályai érvényesek itt.
- RP-PvP – Ugyancsak szerepjátszó szerver, de itt már a PvP szabályai érvényesek.

### Magyar vonatkozású szerverek
A World of Warcraft világában több magyarok által sűrűn "lakott" szerver található. Ezeknek a hivatalos nyelve angol, de nem hivatalosan, a gyakorlatban a játékosok egymás között magyarul szoktak kommunikálni. Nagyobb magyar populációval rendelkező szerverek a Bloodscalp, Arathor, Twisting Nether, Ragnaros.

## Karakteralkotás(Character Creation)
A játék első lépése a karakter megalkotása, akit a játékos irányítani fog a játék során. Be kell állítani a karakter nevét (name), nemét (gender), faját (race), kasztját (class), és külsejét (skin). A karakter neme és külseje nem befolyásolja a karakter tulajdonságait.

### Fajok(Race)
Lásd még: Fajok a Warcraft-univerzumban
Az alapjátékban nyolc faj közül lehet választani. Ez a szám az első kiegészítővel, a The Burning Crusade megjelenésével tízre, a harmadik kiegészítő, a Cataclysm után tizenkettőre, a Mists of Pandaria megjelenésével pedig tizenháromra emelkedett. A fajok két, egymással harcban álló frakcióba tömörülnek, ez a Szövetség (Alliance) és a Horda (Horde). A fajok kezdő tulajdonságai némileg eltérnek, és mindegyiknek vannak faji sajátosságai (racial trait), egyedi földi "hátasai" (mount) és saját nyelve.
- A Szövetség tagja:
  - Ember (Human)
  - Törp (Dwarf)
  - Gnóm (Gnome)
  - Árnyelf (Night Elf)
  - Draenei (TBC)
  - Worgen (Cata)
- A Horda tagja:
  - Ork (Orc)
  - Troll
  - Fajok a Warcraft-univerzumban#Tauren
  - Élőholt (Undead)
  - Vérelf (Blood Elf) (TBC)
  - Goblin (Cata)
- Semleges tag (10-es szint után választható, hogy Horda vagy Szövetség):
  - Pandaren (MoP)

### Kasztok(Class)
A játékos 12 lehetséges kaszt (class) közül választhat. Ezek közül 5 közelharci, 4 távolsági, 2 pedig a választott specializáció szerint egyik típusba sorolható. Minden faj más-más kasztot választhat, összhangban saját történelmével. A kaszt nemcsak a játékos karakter harci stílusát, választható fegyverzetét és védelmi felszerelését, de a három lehetséges szerepkört (role) is meghatározza, amely leginkább a PvE esetében döntő tényező.
- Tank: Ebben a szerepkörben a játékos az ellenség figyelmét önmagára kell terelnie, azt magán tartania és az által okozott sérülés nagy részét el kell nyelnie, hogy megvédelmezhesse csapattársait. Magas életerő és védelmi statisztika jellemzi, továbbá rendelkezik az ellenséges M.I. által irányított mobok figyelmét elterelő illetve saját túlélését segítő képességekkel. A tank minden esetben közelharcos.
- Healer (Gyógyító): Ebben a szerepkörben a játékos a csapattársak (elsősorban a tank) életbentartásáért felel. Különféle gyógyító illetve ideiglenes sebzéselnyelő varázslattal rendelkezik, hogy helyrehozhassa sérült csapattársait. A healer minden esetben távolsági és manna-használó, utóbbi erőforrással való gazdálkodás létfontosságú a szerepkör megfelelő műveléséhez. Minden olyan kaszt, amely elérheti ezt a szerepkört, képes a csapattársak harc utáni feltámasztására.
- DPS (Damage Per Second; "másodpercenkénti sebzés"): Ebben a szerepkörben a játékos az ellenség legyőzéséért felel. Ő rendelkezik a legnagyobb sebzéssel, kritikus találat eséllyel és gyorsaság statisztikai értékekkel, ami a játékos karakterekhez képest messze nagyobb életerejű mobok elpusztításához szükséges. A DPS gyakran használ a sebzését ideiglenesen megnövelő képességeket, a videójátékhoz megjelent későbbi javítások (patch) után pedig korlátozott öngyógyítást is kap. A DPS-t szokás "sebzésosztónak" (damage dealer) is nevezni, és mind közelharci, mind távolsági harci stílusban elérhető. Jellemző, hogy a tisztán DPS kasztok akkor is hatékonyabbak a több szerepkörrel rendelkezőknél, ha felszerelésük minősége közel azonos.

Az alábbi kasztok közül lehet választani:
- Death Knight (Halállovag) (WotLK): A halállovag közelharcos kaszt, amely a tank és a DPS szerepkör között választhat. Specialitásai a járványokkal (disease) való ideiglenes sebzés, fegyverzetének tartós felerősítése, a rúna (rune) alapú képességhasználat, a különféle ún. "jelenlétek" (presence), a hatékony öngyógyítás, az ellenség meggyengítése és az élőhalál manipulálása (köztük élőhalott lények megidézése és a halott csapattárs azonnali feltámasztása). A videójáték első ún. "hős kasztja" (hero class), és az egyedüli kaszt, amely rendelkezik egyaránt kaszt-specifikus földi- és légi hátassal.
- Demon Hunter' (Démonvadász) (Legion): A démonvadász közelharcos kaszt, amely a tank és a DPS szerepkör között választhat. Specialitásai a mozgékonyságát segítő "dupla ugrás" (double jump) és "siklás" (glide), a terepakadályokon keresztül való látás (spectral sight), a megölt ellenségek után hátramaradt "lélekszilánkok" (soul fragment) általi öngyógyítás (shattered souls) és az ideiglenesen felerősítő "metamorfózis" (metamorphosis). A videójáték második hős kasztja.
- Druid (Druida): A druida képes mind közelharcosként, mind (mágikus) távolságiként harcolni, és mindhárom szerepkörrel játszani. Specialitásai a különféle vadállatokká való átalakulás (ezek döntik el, hogy éppen melyik szerepkörben van), a hagyományos fizikai közelharc és a mágikus távolsági sebzés lehetősége valamint hatékony HOT (Healing Over Time; bizonyos ideig tartó gyógyítás) és erősítő varázslatok használata.
- Hunter (Vadász): A vadász (fizikai) távolsági kaszt, amely csak a DPS szerepkört választhatja. Specialitásai a szabadon befogható ún. "harci állatok" (pet) (a pet-ek a M.I. által vezérelt lények, leginkább az ellenség figyelmének önmagukra való terelésével és további sebzésokozással foglalkoznak), különféle elemű és hatású lövedékek és csapdák, valamint önmaguk és csapattársaik erősítését szolgáló ún. "aspektusok" (aspect) használata.
- Mage (Mágus): A mágus (mágikus) távolsági kaszt, amely csak a DPS szerepkört választhatja. Specialitásai a nagy erejű "arkán"- (arcane), a folyamatos sebzést okozó tűz (fire) – és az ellenséget lelassító fagy (frost) varázslatok használata, a fővárosokba való teleportálás és portálkapu-nyitás, valamint az ideiglenesen fennmaradó fogyasztható tárgyak megidézése.
- Monk (Szerzetes) (MoP): A szerzetes közelharcos kaszt és mindhárom szerepkört választhatja. Specialitásai az ún. "stációk" (stance) használata, a gyors közelharc és a sebzésokozással felerősített gyógyítási technika.
- Paladin ("Paplovag"): A paplovag közelharcos kaszt és mindhárom szerepkört választhatja. Specialitásai a különféle hatású aurák, pecsétek (seal), "kezek" (hand), áldások (blessing), erőteljes védekező varázslatok valamint az ún. "szent erő" (holy power) nevezetű másodlagos erőforrás használata. Az egyik olyan kaszt, amely kaszt-specifikus földi hátassal rendelkezik.
- Priest (Pap): A pap (mágikus) távolsági kaszt, amely a healer és a DPS szerepkör között választhat. Specialitásai a különféle gyógyító- és árny (shadow) alapú sebzővarázslatok valamint szövetségeseit érő károkat csökkentő pajzsvarázslatok használata.
- Rogue ("Zsivány"): A zsivány (fizikai) közelharcos kaszt, amely csak a DPS szerepkört választhatja. Specialitásai a láthatatlanság (stealth) alatti harcmodor, a kettős fegyverforgatás (dual wield), a kombó-pontokkal (combo point) erősíthető képességei, illetve az ellenség elkábítása (stun) és megmérgezése. Az egyetlen kaszt, amely képes a játékban található lezárt ládákat és ajtókat kinyitni, és a vadász csapdáit hatástalanítani.
- Shaman (Sámán): A sámán képes mind közelharcosként, mind (mágikus) távolságiként harcolni, és a healer valamint a DPS szerepkör között választhat. Specialitásai a különféle hatású totemek és "sokkolások" (shock), villám (lightning) és tűz-alapú távolsági sebző- és hatékony HOT gyógyvarázslatok, a kettős fegyverforgatás valamint fegyverzetének ideiglenes felerősítése és a lehetőség arra, hogy halála után azonnal feltámadjon.
- Warlock ("Boszorkánymester"): A boszorkánymester (mágikus) távolsági kaszt, amely csak a DPS szerepkört választhatja. Specialitásai a démoni eredetű pet-ek, a hatékony DoT (Damage over Time; bizonyos ideig tartó sebzés) és átok (curse) varázslatok, a specializációihoz kötődő egyedi másodlagos erőforrások használata, valamint a lehetősége arra, hogy önmaga vagy egy csapattársa a halál után azonnal feltámadjon. A másik olyan kaszt, amely kaszt-specifikus földi hátassal rendelkezik.
- Warrior ("Harcos"): A harcos közelharcos kaszt, amely a tank és a DPS szerepkört választhatja. Specialitásai a különféle stációk használata és a roham (charge) képesség. Az egyetlen kaszt, amely a távolsági fegyverek kivételével mindent forgathat, valamint hogy minden faj számára választható.

## Játékos a Környezete ellen(Player versus Environment)
A World of Warcraft egyik játékmódja a játékos a környezete elleni (Player vs Environment; röviden PvE) harc, ami a világban előforduló mesterséges intelligencia által vezérelt mobok (rövidítés: mobile object) legyőzését jelenti. A PvE a hagyományos MMORPGkhez hasonlóan a karakter fejlődésének és a játék világának megismerésének útja.

### Partizás(Party)és Portyázás(Raid)
A játékos alkothat csapatot egy vagy több játékos közreműködésével, így segítve a küldetések sikeres teljesítését vagy erősebb szörnyek legyőzését. Két összeállítási forma érthető el:
- Parti (Party) – A parti minimum 2, maximum 5 főig terjedő csapatot jelent. A csapatot a vezető (leader) irányítja, ő invitálhat be vagy távolíthat el csapattársakat, valamint ő határozhatja meg a zsákmányelosztás módját és a nehézségi fokozatot is. Ez a csapatküldetések, a közönséges insták és az arénajátékok (arena) alatt engedélyezett formáció.
- Portya (Raid) – A portya minimum 5 főből áll, a maximális létszáma akár 40 fő is lehetett (a klasszikus játék raid instáiban kellett ekkora létszám), de az első kiegészítő a raid instákba szükséges csapat méretét 10 illetve 25 főre csökkentette, majd ezt a rendszert a második kiegészítővel véglegesítették. A portya a parti létrehozása után jöhet létre, amikor a csapatvezető átalakítja a partit portyává (convert raid). Ekkor a vezető portya vezetővé (raid leader) lép elő és megjelenik az asszisztáló (assist) és a "zsákmánymester" (loot master) szerepkörök is, ahol előbbi a vezető helyetteseként funkcionál, utóbbi a megszerzett javak igazságos elosztásáért felel. Ez a portya-insták és a harcmezők (battlegrounds) alatt engedélyezett formáció.

A parti- és a portyavezető a játékba beépített "célzórendszer" segítségével lehetősége van a szörnyek megjelölésére. A célpont (mark) rendszere több tucat jól megkülönböztethető 2 dimenziós ikonnal dolgozik (mint fehér halálfej; vörös X; kék kocka .:stb) és a vezető előzetes megbeszélés után stratégiát építhet rá (például melyik szörny legyen az első áldozat).
Mind a partiból, mind a portyából a játékos önszántából is kiléphet, ekkor már nem vehet részt a zsákmány elosztásában és ha rendelkezett valamiféle joggal (például ő volt a vezető), akkor lelépés előtt személyesen átruházhatja másra, de a játékos távozását követően a rendszer ezt magától is elvégzi.

### Zsákmány(Loot)
Az egyszemélyes (avagy "szóló" (solo) játék alatt az elpusztított szörnyek után zsákmányolható (looting) "különleges" (uncommon) vagy jobb minőségű tárgyak természetesen csak magát a karaktert illetik, de a parti és a portya alatt már osztozkodni szokás, ezért a készítők több elosztási módot tettek elérhetővé:
- "Mindenki minden vihet" (Free for All) – Ebben az elosztási módban nincsenek szabályok, bárki is ér el a szörny holttestéhez először, a benne található összes értéket viheti. Nagyon igazságtalan, mert egyes feladatkörökben vagy pillanatnyi figyelmetlenség miatt néhány csapattag akár mindenről lemaradhat.
- "Robin forgás" (Round Robin) – A Free for All valamivel igazságosabb formája, mert minden egyes holttest után külön fordulók lépnek érvénybe. Ekkor az adott fordulóba kerülő csapattárs vizsgálhatja át az adott holttestet, de még ekkor is mindent elvihet belőle.
- Csoportzsákmány (Group Loot) – Ebben az elosztási módban minden egyes csapattag részesülhet az értékesebb zsákmányból, mert a Round Robin fordulórendszere mellett a "különleges" vagy jobb minőségű tárgyak esetében egy menü nyílik meg, ahol három lehetőség közül választhat:
  - Mohóság (Greed) – Egy aranypénzzel jelképezett mohóság választásával a játékos elviheti a tárgyat. Ha a tárgy a megszerzése után lélekhez kötődik, a program a biztonság kedvéért egyszer rákérdez a döntésre. Abból a célból van, ha a játékos nem kívánja használni az adott tárgyat, de szívesen értékesítené azt.
  - Szükség (Need) – Két dobókockával jelképezett szükség választásával a játékos elviheti a tárgyat. A szükséget választva a játékos minden esetben előnyt élvez a mohósággal szemben, tehát a mohóságot választó játékosok eredményei ellenére mindig a szükség nyer (persze ha más játékosoknak is szüksége van a tárgyra, akkor újabb automatikus sorsolás jön). Ha a tárgy a megszerzése után lélekhez kötődik, a program a biztonság kedvéért egyszer rákérdez a döntésre.
  - Disenchant – Enchanting mesterséggel rendelkezőknek hasznos lehetőség, ilyenkor az adott játékos felajánlja, hogy a mesterségével szétbontja a zöld vagy jobb minőségű tárgyat alkotóira, és ezekre az elemeket osztja szét. Rendszerint akkor hasznos, ha egy felvételnél lélekhez kötődő (Binds when picked up) tárgy esett, és azt senki sem kívánja használni. Az alkotó elemek aukciós házbeli ára rendszerint a többszöröse az árusoknál a tárgy után kapott összegnél.
  - Átadás (Pass) – Az "X" jelképezi az átadást, ekkor a játékos teljesen kimarad az adott tárgyért folytatott elosztásból.

Az elosztást segítő menü bizonyos ideig marad fenn, ez a tárgy ikonja alatt megjelenő csík mutatja, ami ha elfogy, az osztozkodásból lemaradt játékos hoppon marad. Az első két lehetőség során a program levezet egy belső sorsolást (ez megfigyelhető, ha a játékos beállítja az opciókban) és az nyer, aki 1 és 100 között a legnagyobb értéket éri el (ha többen is a legnagyobbat érik el, akkor a leggyorsabban döntő játékos viszi el a tárgyat). Ez az elosztási mód talán a legigazságosabb is lehetne, ha a csapatban nem kerülne néha-néha "ninja" stílusú játékos; Az ilyen viselkedésű tolvaj csapattag gyakran az összes zsákmányt "elneedeli" a többiek elől.
- "Mohóság előtt a szükség" (Need before Greed) – Ebben az elosztási módban a Group Loot tárgyelosztási rendszere annyiban módosul, hogy a program magától eldönti a zsákmány sorsát azzal, hogy csak azok vehetnek rész az elosztásban, akik képesek használni és nincs is meg nekik az adott tárgy. Jelenleg ez az alapértelmezett.
- "Mester zsákmány" (Master Loot) – Ebben a módban a vezető, illetve a portya során kinevezett zsákmánymester (loot master) jogává válik az értékesebb tárgyak elosztása. Ekkor csakis kizárólag a kinevezett játékos dönthet a zsákmány sorsáról, a többiek pedig személyesen sorsolhatnak érte (ezt gördítésnek, azaz roll-nak nevezik). A normál 1-100 közötti roll során (parancssora: /roll) az nyer, aki a sorsolásban résztvevők közül a legnagyobb értéket kapja (persze ha többen ugyanazt kapták ki, akkor köztük új sorsolást kell levezetni). A nyertest csak ezután illeti meg a zsákmány, a zsákmánymester pedig a tárgyra rákattintva kijelöli a csoportot, majd a győztes játékos nevét, így átadva jutalmát. Ez az elosztás a Group Loot módnál is jobban kedvez a ninjáknak, ezért csak azoknak érdemes megadni a jogot, aki rászolgál a bizalomra, aki akkor sem tartja meg a tárgyat, ha történetesen ő maga is igényt tartott rá majd elvesztette a sorsolást.

A küldetéstárgyak (quest item) kimaradnak az elosztásból, azokat az adott küldetéssel rendelkezők Free for All módon szerezhetik meg, a közönséges és a szemét minőségük tárgyakért szintén nem, csak a fordulók rendszere érvényes rájuk. A foglalkozásokhoz szükséges nyersanyagok (mint az ércek, gyógynövények és bőrök) sorsát a megbeszéltek alapján vagy sorsolással dönthetik el a hozzáértők. A csapatot vezető játékos beállíthatja az elosztás minőségbeli fokát is, így a megjelölt minőségi szint alatti tárgy a zsákmányelosztás mód alapján a jogosultak gond nélkül megszerezhetik, így a portya-instázás közepén nem kell törődni minden egyes tárgy sorsával. Legvégül a teljes zsákmányt is át lehet adni a többieknek (Pass on Loot), ha a játékos ezt személyesen bekapcsolja, ekkor pedig az automatikus elosztási menü sem jelenik meg számára. Ez utóbbi akkor teheti gyorsabbá és kényelmesebbé a harcot, ha egy magas szintű játékos egy vagy több alacsony szintűnek segít egy gyenge instában.

### Insták(Instance)és portya-insták(Raid Instance)
A PvE központi elemét az ún "insták" (instance) és a "portya-insták" (raid instance) jelentik. Ezeket a speciális térképek a központi adatbank által létrehozott zárt szerverek, ahová csak a vezető és társai léphetnek be. Minden egyes csapat esetében a rendszer külön elkészít a kívánt helyről egy másolatot, így a csapaton kívüli játékosok nem végezhetnek a benne előforduló mobokkal és a zsákmányhoz sem férhetnek hozzá. Minden instának van minimum szintkövetelménye, ami alatt nem engedi belépni a játékost (a portya-insták természetesen az aktuálisan elérhető legmagasabb szintet követelik). Természetesen az itt fellelhető mobok legyőzése több tapasztalati ponttal is jár, a rendszer pedig bár megosztja a többiekkel a tapasztalati pontokat, ugyanakkor bónusz csoportos tapasztalati pontok is járnak minden leölt mob és főellenség után.
Az instákban megjelenő mobok minden esetben elit besorolású szörnyek és itt találhatók az ún "főellenségek" (boss) is. A főellenségek az elit szörnyeknél is erősebb, szívósabb szörnyek, legyőzésük külön taktikát igényelhet, az értük kapható zsákmány pedig többnyire ritka (rare) minőségű tárgyak. Ismertebb insták: Deadmines (15-23) Hellfire Ramparts (60-62), The Nexus (71-73).
A portya-insták a klasszikus, majd a kiegészítők alatt elérhető maximális szintű játékosokra lettek tervezve, így az itt előforduló elit szörnyek gyakran egy vagy két szinttel magasabbak, a főellenségek pedig ún. "koponya-típusú" (skull-type) szörnyek, az aktuálisan elérhető szinttől legalább 3 vagy 4 szinttel magasabbak avagy "dinamikus szintűek". Az ilyen főellenségek már legalább milliós életerővel rendelkeznek, legyőzési stratégiájuk fázisokra vannak bontva, de a zsákmány minden esetben több epikus (epic) minőségű tárgy. A portya-instákat gyakran nevezik "végjáték" (end-game) instáknak is. Ismertebb portya-insták: Zul'Gurub (60+), Black Temple (70+), Icecrown Citadel (80+), Firelands (85+).
Minden insta bejárata halványlilás, örvénylő portálkapuként jelenik meg, míg a portya-insták kavargó átjárói halványzöldek. Az elérhető insták és portya-insták környékén mindig található egy ún "találkozókő" (meeting stone), amelyet megérintve egy lilás-zöldes portál nyílik meg, hogy a csapattag egy másik társával közösen a többieket egyesével maguk mellé idézhessék, így nem kell hosszú utazásokra időt és pénzt pocsékolni. A PvP szervereken a találkozókövek környéke a territoriális viszonyok miatt potenciális konfliktusterületekké is válhatnak.
Az első kiegészítő (The Burning Crusade) után megjelent az állítható nehézségi fokozat (difficult setting), amelynek két fokozata van: a normál (normal), amikor az adott insta marad az eredeti állapotában és az u.n. "heroikus" (heroic), amikor pedig az adott instában található szörnyek és főellenségek az aktuálisan elérhető maximális szintre kerülnek, a zsákmány esetén pedig a ritka minőségű tárgy mellé jár egy epikus is, továbbá megjelenik a főellenségektől felszedhető jelvények is, amelyeket összegyűjtve be lehet váltani szintén epikus tárgyakra. A negyedik kiegészítő (Warlords of Draenor) bevezetett egy újabb nehézségi fokozatot, az u.n. "mitikus" (mythic) fokozatot, amely a heroikusnál is nehezebb, illetve az u.n. "időjárás" (timewalking) eseményt, amely során a korábbi kiegészítők meghatározott instáit lehet meglátogatni úgy, hogy a felszerelés az akkori maximális szintre skálázódik, a zsákmány viszont követi az aktuális kiegészítőben elérhető maximális szintet. A hatodik kiegészítő (Legion) felerősítette a mitikus fokozatot, amikor bevezette az adott instát jelentősen megnehezítő módosítókat is.
A második kiegészítő (Wrath of the Lich King) ezt a nehézségi rendszert kiterjesztette a portya-instákra is, de itt már létszámbeli korlátozást is bevezetett, így a normál nehézség a 10 fős, a heroikus nehézség pedig 25 fős portya-insta. Természetesen ekkor még mindig több epikus tárgyat lehet összeszerezni, de a heroikus nehézség alatt nagyobb a kihívás és a tárgyak szintje is magasabb. A jelvénygyűjtögetés itt sem marad el, csak annyi a különbség hogy értékesebb tárgyakra beválható jelvények szerezhetők heroikus menet alatt. A heroikus nehézség alatt minden insta portáljánal közepén egy nagy koponya jelenik meg, ezzel jelképezve a különbséget, míg a heroikus portya-insták esetében kékes gömbök keringenek az örvény körül. A második kiegészítő ugyanakkor bevezette az u.n. "dungeon keresőt" (dungeon finder) opciót, amellyel más szerveren lévő játékosokkal is összerakhat egy partiba, majd a harmadik kiegészítő (Cataclysm) az u.n. "portya keresőt" (raid finder), amely ugyanezt teszi, csak a portyák esetén.
A nehézségi fokozatok csak az adott kiegészítő után elérhető instákra és portya-instákra vonatkozik, visszamenőlegesen nem és az elérhetőségi kondícióik is változóak lehetnek.

## Játékos játékos ellen(Player versus Player)
A World of Warcraft másik játékmódja a játékos a játékos elleni (Player vs Player; röviden PvP) harc, ami a nyílt, illetve a különféle zárt szervereken történik. A PvE alatt leírt csapatleírások itt is érvényesek, ám a zsákmányszerzés, az insták és portya-insták helyett itt az ellenséges játékosok feletti győzelem különböző formái kerülnek előtérbe.

### Nyílt ellenségeskedés
A normál és az RP szervereken a játékos csak akkor kerülhet nyíltan PvP állapotba, ha szándékosan bekapcsolja azt vagy az ellenséges oldalon lévő NPC-t megtámadja. A PvP és az RP-PvP szervereken már automatikus és a territórium alapján dől el, hogy mit lehet tenni: barátságos (friendly) területen a játékos oldala büntetlenül megtámadhatja a másik oldalon lévőt, ellenséges (enemy) területen viszont fordítva, a játékos nem támadhat meg a másik oldalon lévőt és vitatott (contested) területen mindenki mindenkit megtámadhat.
A PvP zászló (PvP flag) jelzi, hogy a játékos (avagy az NPC) melyik oldalon áll és egyúttal így a másik oldal számára támadható ellenség. Nem-PvP alapú szervereken a speciális kritériumok megszűnése után az állapot még 5 percig érvényben marad, aztán újra támadhatatlan lesz a játékos. Létezik egy speciális zászló is, amely az arénákon belül és a játék egyetlen "mindenki mindenki ellen" (Free for All) épületében, a nyílt világi Gurubashi aréna közepén érhető el. Ekkor nem érvényes a hovatartozás, mivel a saját oldalán lévő szövetségese is megtámadhatja a játékost. Nem lehet "PvP zászló" alá kerülni menedék (sanctuary) státusú városokban vagy területeken, valamint a semleges városok őrsége is megtámadja a rendbontókat.

### Speciális zónák
A játékosok élhetnek a speciális zónák lehetőségeivel is, amelyeken belül találhatók különféle elfoglalható objektumok (tornyok, romok, épületek; stb). Az objektumfoglalás során a játékosnak a kiszemelt objektumon belülre kell kerülnie. Ezután elindul az objektum átállása a játékos oldalára, amit egy csík jelez. A csík két végén található a két oldal, a köztes szürke rész amolyan holtsávként funkcionál, amely felől elindul a nyíl a játékos oldalának mezőjébe. A procedúra néhány percig eltarthat és függ attól, hogy kik és hányan vannak még az objektumon belül (a szövetséges játékos gyorsíthatja, míg az ellenséges lassíthatja vagy meg is állíthatja a nyíl mozgását). Amint a játékos oldalának mezejébe ér, az objektum az övé, ha pedig vár még egy kicsit, a nyíl még beljebb húzódhat és ezzel pedig a későbbi ellenséges foglalók dolgát nehezítheti meg, mivel hosszabb ideig fog tartani kihúzni onnan a semleges holtsávba. A megszerzett objektumok általában a zónára kifejtett erősítéssel jutalmazzák a játékos és szövetségeseit, esetenként elérhetővé válnak az instákban leölt főellenségek után összegyűjthető és beválható speciális tárgyak. Csak a szárazföldön lehet elfoglalni az objektumot, felette való lebegés során nem, csak ha leszáll a felszínre.

### Párbajozás(Duelling)
A párbajozás két játékos között lefolyó harc, amely közvetlenül nem vezet halálhoz. A kijelölt játékosra kattintva a "Duel"-lel felkéri a másikat a párbajra. Ha a másik fél elfogadja, a földbe szúródott szimbolikus párbajzászló jelzi a közeli játékosoknak, hogy egy mérkőzés veszi kezdetét. A zászló ugyanakkor egy nagy sugarú láthatatlan kör közepét is jelzi, amelyből ha bármelyik fél is kikerül, a párbaj 10 másodpercen belül félbeszakad.
Korábban a párbajozást csak a játékos szövetségeseivel lehetett elérni és a /duel parancssort kellett használni a másik oldalon lévő fél esetében, de mostanra ugyanúgy felkérheti az egyik fél a másik oldal játékosát a megmérettetésre. A párbaj a játék szabályai szerint nem valódi PvP, mert a két fél nem kerül PvP zászló alá és nem tudják megölni egymást, csak a játékos életerejének 1%-áig lehet lesérülni, majd a vesztes könyörgésével a párbajnak azonnal vége lesz. Párbajozni nem lehet instában, portya-instában, harcmezőn és arénában, mert túl nagy az esély arra, hogy egy mob vagy játékos a sérült párbajozókat megölje, továbbá nem lehet tiltólistán lévő játékossal párbajozni. A párbajozás nem csak egy szórakozási forma, két -lehetőleg egy oldalon lévő- ismerős játékos egymást segíthetik a valódi PvP csatákban való felkészülésben.

### Harcmező(Battleground)
Kizárólag PvP csatákra kialakított területek, amik instanceként működnek. Nyerni többféle módon lehet:
- Egy, az adott harcmezőre jellemző cél elérésével
- A játék egy adott idő elteltével véget ér, ilyenkor a célhoz közelebb érő csapat nyer. A zászlórabló rendszerben működő pályákon döntetlen esetén az nyer, aki utoljára szerzett pontot.

Jelenleg három módon indulhatnak csatába a játékosok:
- Random – A számítógép által véletlenszerűen összeválogatott csapattal, a csapat teljes létszáma a BG-től függ.
- Premade – Előre megszervezett csapat. Ennek két változata van: külön addon kiegészitő használata nélkül partiba, kisebb csapatba (max 5 fő) rendeződve vagy addon használatával a BG csapat teljes létszáma feltölthető. A csapat teljes létszáma itt is a BG méretétől függ.
- Rated Battleground: itt mindkét csapat előre megszervezett, az arénajátékok mintájára ratingért harcolnak, a győztes kap, míg a vesztes elveszít pontot az "összecsapást" megelőző mérőszámok függvényében. 10 fős csapatokban játszható.

### Aréna(Arena)
A második kiegészítőben vezették be az arénát, amely egy kisebb körbezárt hely, ahol két kis létszámú csapat mérkőzik meg, hogy növeljék a csapatuk helyezését, értékelését. A csapatok lehetnek 2 a 2, 3 a 3, és 5 az 5 elleni felállásba. Minél magasabb a csapat értékszáma, annál több pontot lehet kapni a következő arénahéten, ami szerdánként kezdődik. Ezekből a pontokból a csapat értéke alapján különlegesen erős PVP tárgyakat és szetteket lehet venni.

### Nyílt PvP zóna
A harmadik kiegészítőben vezették be az első olyan zónát, amely a normál és RP szervereken is automatikus PvP zászló alá vonta a benne tartózkodó játékosok karaktereit. Itt pár óránként lehet harcba szállni a zóna birtoklásáért, így szerezve az adott oldal összes szerveren lévő játékosának bónuszokat. Ezekben a zónákban a csatatereknél lényegesen többet alkothatnak portyákat, és hozzájuk hasonló célkitűzések és kisebb események találhatóak meg bennük.

## „Nem-játékos karakterek”(Non-Player Character: NPC )

### Frakciók(Faction)
A nem játékos karakterek által előre megalkotott kisebb frakciók. Közvetlenül nem lehet hozzájuk csatlakozni, de az általuk feladott küldetések teljesítésével avagy meghatározott mob-ok pusztításával reputációpontot (reputation point) lehet szerezni, ezzel fejlesztve a hozzájuk fűződő viszonyt, avagy hírnevet (reputation). Minél elismertebb a játékos karaktere egy frakciónál, annál nagyobb árkedvezményt és szélesebb tárgyválaszték közül választhat tőlük. Egyes frakciók szembeállnak egymással, így az egyiknek tett szívességet a másik oldal ellenséges lépésként kezeli (például amikor a játékos a frakció NPC-it pusztítja), és minél jobban elmérgesedik az ellenségeskedés, annál agresszívabban fognak reagálni a karakter jelenlétére.

### Mobok(Mobile Object)
A mobok olyan, többnyire ellenséges NPC-k, amelyek elpusztításáért a karakter tapasztalati pontot (experience point) szerez. A mobok általában nem vagy igen csekély számú képességet használhatnak, és több tucatnyi típusuk van; emberszabású (humanoid), "szörny" (beast), démon (demon), élőhalott (undead), mechanikus (mechanical), óriás (giant), sárkány (dragonkin), "elemi" (elemental), "aberráció" (aberration) avagy nem meghatározott. Ezek a típusok gyakran kötődnek a játszható fajok és kasztok néhány képességéhez, például bónuszsebzés avagy tömegirányítás formájában.

## A világ
A játék egy fiktív univerzumban játszódik, ami rengeteg jól elkülöníthető atmoszférájú és élővilágú zónákból (zone) tevődik össze. Az elérhető zónák lehetnek a Szövetség, a Horda vagy semleges oldalon is attól függően, hogy mire szánták a készítők. Az 1-20. szintig terjedő zónák többnyire az egyik oldal kezdőhelyeiként szolgálnak, 20. szint felettiek már semlegesek.
- Azeroth – A Warcraft univerzumának központi világa, minden játszható faj kiinduló területe. A klasszikus alapjáték ebben a világban játszódott. Négy kontinensre tagolódik:
  - Kalimdor – Azeroth nyugati kontinense, ahol a Horda dominál. A Warcraft univerzumának történelmében a "Megtörés" (Sundering) előtt a bolygó egyetlen óriáskontinensének neve is Kalimdor volt. A harmadik kiegészítő után átalakult a kontinens legtöbb zónája.
  - Eastern Kingdoms  (Keleti Királyságok) – Azeroth keleti kontinense, ahol a Szövetség dominál. Ez a kontinens még négy részre bontható (északról délre); Quel'Thalas (és Zul'Aman), Lordaeron, Khaz Modan, és Azeroth. A harmadik kiegészítő után átalakult a kontinens legtöbb zónája.
  - Northrend – A második kiegészítő után megnyílt régi-új kontinens. A játék Északi-sarkjának felel meg, de a benne található zónák csak töredéke a valóban arktikus fagyterület.

- - Pandaria – A negyedik kiegészítő után megnyílt új kontinens, a Warcraft univerzumában azelőtt csak utalások formájában létezett. A távol-keleti természethez és civilizációkhoz hasonló megjelenésű világ, amely a Szövetség és a Horda közötti háborúzás új színterévé vált.
  - Broken Isles ("Megtört szigetek") – A hatodik kiegészítő után megjelent régi-új kontinens. Az Örvény közvetlen közelében fekszik, és megőrizte a Megtörés előtti kiterjedt éjelf civilizáció múltjának több részletét is.
- Outland ("Külvilág") – Az első kiegészítő után megnyílt régi-új világ. A Warcraft univerzumának történelmében a Külvilág az ork invázió kiindulópontja volt és ekkor még Draenor-nak nevezték, de a Második háború végén a bolygó felrobbant, tengerei eltűntek és a szárazföld is az "Örvénylő Éter" (Twisting Nether) nevű dimenzió részeként áll a helyén, így a Külvilág szinte élhetetlen világgá vált.
- Draenor – Az ötödik kiegészítő után megjelent világ, amely alternatív idősíkból ered; a bronz sárkányok egy képviselője utazott el ebbe a dimenzióba, amely az eredeti idősík Külvilágának a múltja. Ebben az idősíkban az ork faj egésze nem lett a démonok szolgái, de hódítóként mégiscsak megtámadták az eredeti idősík Azeroth-ját.

A készítők maximalizálták a határokat, amelyek persze a tengerben végződnek. Jól kivehetőek az óceáni vízi határok, az elsötétedett víz már pályán kívüli területnek veszi a rendszer, átlépve (átúszva vagy áterpülve) pedig megjelenik egy különleges sárga csík, az erőnlét (fatigue). Ez az érték gyors ütemben csökkent, semmiféle hatással nem lehet növeli vagy visszanyerni belőle, és ha bármiféle módon nem tér vissza a játékos a normál területekre (visszaúszás, visszarepülés vagy teleportálás), akkor fulladáshoz hasonló halált hal. A Külvilág zónáin túl szintén nem lehet a végtelenségig továbbrepülni, de az erőnlét helyett ezt a világot egyszerűen csak láthatatlan, teljességgel áthatolhatatlan fal veszi körbe.

### Városok
A város a videójáték gazdasági, kulturális és szociális központja. A kisvárosban található postaláda (mailbox), kovács-, általános javakat adó, étel-italt felszolgáló, repülőmester, tanult foglalkozástanító és persze fogadó (inn) is, a nála is jelentéktelenebb tábor (camp) már csak az első öt lehetőséggel rendelkezhet (ha egyáltalán rendelkezik). A játékban a faji fővárosok (capital city) rendelkeznek olyan további szolgáltatásokkal, amelyeket a közönséges kisvárosok és táborok nem képesek nyújtani. A fővárosban található az aukcióház (auction house), a bank, a legképzettebb foglalkozástanítók, a hadvezér, az arénamester és a fodrászat (barbershop).
A faji fővárosban került, ellenséges oldalon álló játékos számára a város -szervertípusban függetlenül- ellenséges territóriummá válik, ezért automatikusan bekapcsolódik a PvP zászló. Léteznek nem-faji fővárosok, az úgy nevezett menedék (sanctuary) státusú városok, amelyben minden játékosok közti harc (így a párbaj is) tiltott.
Az goblin kereskedelmi hercegség által vezetett goblin városok nem rendelkeznek menedékjoggal, de a városba illetve annak közelében történő játékosok közti összetűzéseket büntetik attól függetlenül, hogy milyen kapcsolatban vannak a felek a városi őrséggel.

### Utazás
A videójáték zónái együttesen igen nagy virtuális világot adnak ki, ezért a játékos karakterének lehetősége van a puszta gyaloglás vagy futás mellett egyéb módon is közlekedni. Ennek legalapvetőbb módja az ún. "otthonkő" (hearthstone) használata; ez a tárgy már a kezdő karakter táskájában is megtalálható, segítségével pár másodpercen belül oda teleportálhatja magát, ahová korábban egy "fogadós" (innkeeper) NPC segítségével önmagát "kötötte". Használata után bárhol is volt, szinte azonnal a fogadóépületbe kerül. Sok kaszt rendelkezik a közlekedését felgyorsító vagy azt közvetve segítő képességekkel is, például megnövelt sebességet adó varázslatok, teleportálás és portál-kapunyitás.
Egyes faji fővárosok közt speciális utazási formákat is használnak a nagy távolságok leküzdésére; Stormwind és Ironforge között a gnómok által épített Deeprun Tram közlekedik oda és vissza, Orgrimmar és Thunder Bluff között rendszeres léghajó repül, Undercity és Silvermoon City között pedig egy speciális varázsgömb segíti áthidalni a távolságokat.

#### Légi utazás
Szinte minden városban és kisebb táborban található repülőmester (flight master), akinél a játékos befizethet egy légi útra. A légi utazás előnyei, hogy sokkal gyorsabb, mint a gyaloglás vagy a szárazföldi hátasok, továbbá biztonságos, hiszen repülés közben a játékos teljesen sérthetetlen. Hátránya, hogy nem lehet irányítani, a táj szépségét bemutatva gyakran kitérőket is tesz, ami növeli a célállomáshoz való eljutás idejét, továbbá csak a korábban feltárt helyekre lehet oda-vissza menni, ez pedig még tovább növelheti az utazás időtartamát. A Szövetség tagjai általában griffmadáron és hippogriff-madáron utaznak, míg a Horda képviselői wyverneket, sárkánysólymokat (dragonhawk) és denevéreket használnak.

#### Hajók és zeppelinek
Azeroth világában a négy kontinens között olyan nagy a távolság, hogy azt közönséges légi fuvarozással nem lehet megtenni, ezért a Szövetség (és a goblinok) vitorláshajókat (boat), míg a Horda léghajókat (zeppelin) használ a távolságok leküzdésére. A hajó tatján és a léghajó fedélzetén nem válik sérthetetlenné a játékos, mivel ezek mozgó területeként működnek, így szabadon járkálhat, ehet-ihat és harcolhat. Mindkét szolgáltatás ingyenes, viszont állomáshelyeikre automatikusan kikötnek majd onnan kifutnak, ezért ha a játékos lekési az indulást, kénytelen lesz perceket várni az oda-vissza közlekedő hajóra avagy léghajóra. A Szövetséges hajókon és a Hordás léghajókon őrség is található, de a fedélzeten tartózkodó kapitány és legénysége támadhatatlan.

#### Portálok
A videójátékhoz kiadott kiegészítők többsége egy új kontinens, ha nem egy új világ megjelenését hozta, és ezek között nemcsak víz- és légi szerkezetekkel, hanem szabadon elérhető, ám egyirányú átjárókon keresztül is lehet közlekedni:
- A Buring Crusade kiegészítőben megjelent Outland elérését a két oldal legfontosabb fővárosában, a szövetséges Stormwindben és a hordás Orgrimmarban található átjáró segíti. Visszatérni a semleges Shattrath City-ben lévő átjárókkal lehet.
- A Wrath of the Lich King kiegészítőben megjelent Northrend elérését a fentebb említett két főváros mellett a szövetséges Menethil Harbor és a hordás Undercity is segíti. Visszatérni a semleges Dalaran-ban lévő átjárókkal lehet.
- A Cataclysm alatt megjelentő új 80+.-os szintű zónákhoz a Stormwindben és Orgrimmarban találhatóak átjárók.
- A Mists of Pandaria kiegészítőben megjelenő Pandaria elérését úgyszintén a fentebb említett két faji fővárosból kiinduló repülő ágyúhajók (gunship) segítik. Visszatérni a szövetséges "Hetedik Csillag Oltára" (Shrine of Seven Stars), illetve a hordás "Két Hold Oltára" (Shrine of Two Moons) nevű városokban található átjárókkal lehet.
- A Warlords of Draenor kiegészítőben megjelent Draenor elérését úgyszintén a fentebb említett két faji fővárosban található átjáró segíti. Visszatérni a játékos által fejlesztett "helyőrség" (garrison) zónán belül nyíló portálokon lehet.
- A Legion kiegészítőben megjelent Broken Isles elérését úgyszintén a fentebb említett két faji fővárosból induló hajó- illetve léghajójárat segíti. Visszatérni ugyancsak a semleges Dalaran illetve a karakter kasztjához kötődő kasztszékház (class hall) zónában lévő átjárókkal lehet.

#### Hátasok(Mount)
A játékos karakter fejlődése során elérheti a riding ("lovaglás") képzettséget, aminek köszönhetően használhat szárazföldön, a képzettség magasabb szintjén pedig levegőben közlekedő ún. "hátast" (mount). A hátas egy olyan tárgytípus, amelyet másfél másodperc alatt a karakter maga alá idézhet, ezzel jelentős mozgásgyorsulást érve el. Lovaglás alatt nem harcolhat és varázsolhat, vagy végezhet bármilyen más tevékenységet, továbbá ha megütik, esélye van arra, hogy elkábítsák (daze), ezzel nemcsak jelentősen visszavetve a sebességét, de akár azonnal megszakítva magát a lovaglást is. A hátast nem lehet használni épületekben, bizonyos területeken és zónákban és akkor, amikor a karakter harc alatt áll. A hátas nemcsak gyakorlati eszköz, hanem státusszimbólum is, amivel a játékos a többiek felé jelezheti elért sikereit. A lovaglás első szintjén rare minőségű tárgyként elérhető hátasok szerezhetők meg, azután már epic minőségben is, de fejlesztése igen költséges. Egyes kasztok és tárgyak képesek módosítani a hátasokat, például ideiglenes vízen járást illetve további bónusz sebességnövekedést adva. Vannak olyan holmik is, amelyek csak a lovaglás élményét nyújtják anélkül, hogy a vele járó sebességnövekedést biztosítanák, így azok a karakterek is használhatják, akik nem rendelkeznek a megfelelő szinttel és képzettséggel.
Három hátasféle fordul elő:
- Faji hátas (racial mount): A játékos karakter fajára szabott hátas. Ezek a hátasok az adott faj fővárosán belül vagy kívül, ritkábban a kezdő régió egyik távoli zugában található tábor telephelyén vásárolhatóak meg, egyúttal a karakter itt tanulhatja meg a lovaglás alapjait is. A tenyésztő saját fajtársának minden hátast eladhat, míg a más fajú játékos csak akkor vásárolhat, ha az adott faj képviseleténél eléri a "magasztalt" (exalted) hírnevet. Minden faji hátas szárazföldi.
- Speciális hátas (special mount): Küldetések vagy arénahelyezések jutalmai illetve insták és portyák főellenségeinek nagyon ritka zsákmányai, esetleg a TCG paklijaiban kóddal kiválható tárgyainak egyik típusa. A speciális hátasokat mind a Szövetség, mind a Horda tagjai megszerezhetik függetlenül attól, hogy pár tagjuk a faji hátasok közül kerül ki (például Baron Rivendare csontváz-lova).
- Foglalkozásokkal elkészíthető hátas: Vannak olyan szárazföldi és repülő hátasok, amelyeket bizonyos foglalkozások képesek elkészíteni. Ezek használata általában nemcsak a megfelelő szintű lovaglást, de az adott foglalkozás valamilyen szintű ismeretét is megkövetelik.
- Kaszt-specifikus hátas (class mount): Csak az adott kaszt képviselői számára érhetőek el. A death knight, a paladin és a warlock rendelkezik ilyen típusú hátassal, a legelső kaszt légivel is. Korábban hosszú küldetésláncokkal lehetett megszerezni, de a későbbi javítások egyszerűen megtanulhatóvá, végül pedig automatikusan elérhetővé tették ezeket.

##### Szárazföldi hátas(Ground Mount)
A szárazföldi hátas a klasszikus alapjáték óta jelen van. A lovaglás képzettség szintjétől függően változik az általa nyújtott mozgási sebességbónusz értéke +60% és +100% között. Természetesen a szárazföldi hátasokból van a legtöbb. Korábban nem lehetett megidézni és használni őket a vízben és a víz alatt, de egy későbbi javítást követően lehet már lehet úszni velük.

##### Repülő hátas(Flying Mount)
A repülő hátas az első kiegészítő alatt vált elérhetővé. A lovaglás képzettség szintjétől függően változik az általa nyújtott mozgási sebességbónusz értéke +150%, +280% és 310% között, ugyanakkor térbeli elhelyezkedésének köszönhetően a játékos karaktere a légtérben közlekedik, amivel elkerülheti a legtöbb támadást és természetes akadályt. A repülő hátas használata ugyanakkor nem egyenlő a légi utazással, tehát ha karaktert megsebzik, a szárazföldi hátashoz hasonlóan lefordulhat a nyeregből, ami nagy magasság esetén végzetes zuhanással járhat. A repülő hátasok döntő többsége képes szárazföldiként is működni (ekkor az elérhető maximum szárazföldi sebességet kapják, és nem azt, amit a levegőben nyújtanak), ha a játékos azt akarja illetve erre kényszerül, amikor repülésmentes területen vagy zónában van, de úszni egyik sem tud. Az első kiegészítő után minden további kiegészítő a lovaglás képzettség szintje mellett bevezetett egyéb követelményeket is (passzív képességnek vagy engedélynek beállítva, esetleg összetett eredmény megszerzését), ezzel növelve az adott kiegészítő élettartamát.

##### Vízi hátas(Aquatic Mount)
A vízi hátas a legritkább. A vízi teknős (sea turtle) az alap lovaglással elérhető szárazföldi hátas sebességnövekedését nyújtja a víz alatt, míg a Cataclysm kiegészítőben megjelent két tengeri csikóhal nála sokkalta jelentősebb úszási sebességet nyújt, cserébe nem használhatóak a szárazföldön. A vízi hátasok előnye, hogy nem követelnek túl magas szintű lovaglást, ám egyik sem biztosít vízalatti légzést.

## Gazdaság
Mint minden MMORPG-t, úgy a World of Warcraft világát is bonyolult gazdasági hálózat veszi körül, ami a küldetések után kapott díj, a leölt mobok és NPC-k után összeszedett zsákmány illetve a begyűjtött nyersanyagok és előállított késztermékek, szolgáltatások rendszeréből áll.

### Postaszolgálat(Mail)
A posta (mail) a játék beépített futárszolgálata, ahol a játékosok akár egyszerre pénzt, levelet (mail) és csomagot is küldhetnek a felhasználólistájukban található másik szövetséges karaktereiknek vagy más szövetséges játékosoknak. Az aukciózás során megvásárolt vagy visszavont tárgyak és letéteket, a játékmesterek által elküldött üzenetek és tárgyak illetve az eredményrendszer jutalmai is a postából szedhető ki. Postaláda (mailbox) szinte minden kisebb városba található, ahol a város fogadójának bejárata előtt áll, a fővárosokban pedig szintén a bankok és aukciós házak bejáratánál árválkodik. Ha a kapott üzenetet vagy csomagot a játékos nem veszi ki a ládából 30 napon belül, a rendszer automatikusan törli. A csomagküldésért jelképes összeget kérnek el, a küldés során pedig van mód a címzettnek a levél mellett tárgyakat és pénz küldeni, ami egy szimbolikus fadobozban érkezik meg hozzá. Ha megbeszélt üzletről van szó, akkor a küldő beállíthatja a posta menüjében, hogy pénzküldés helyett utánvételre (Cash on Delivery; röviden: C.O.D) kerül sor, így ha a megadott összeget a címzett nem fizeti meg, a csomag bennmarad a ládában és tárolási idő lejártával vagy a visszaküldés (reply) választásával visszakerül a feladóhoz.

### Bank
A bank a World of Warcraft egyik legfontosabb raktárrendszere. A bankban lehet tárolni a karakter számára fölösleges tárgyakat, hogy ne foglalják a helyett a táskáiban. A bank elsőre ingyenes szolgáltatás, csak a fiókbővítés kerül egyre többe. Az alap tárolókapacitást bővítő fiókok helyének megvásárlása után a karakternek kell behelyezni táskákat, amelyek ezután véglegesen benne maradnak, csak kicserélni lehet őket más táskákra. A bankok pénzt nem tesznek letétbe, csak tárgyakat lehet behelyezni és csak a fővárosban valamint egyes goblin városokban találhatók meg.

### Aukció(Auction)
Az aukció (auction) a játék gazdasági életének szíve, minden más e tevékenység köré szerveződik. Az aukció a fővárosokban található aukcióház (auction house; röviden: AH) területén folyik, ahol a karakter aukcióra bocsáthatja megszerzett tárgyait, de licitálhat és vásárolhat is.
- Aukciózás – A karakter behelyezheti a nála található, nem-lélekhez kötött (soulbound) tárgyait a tárgy eredeti értékének egy kis százalékáért cserébe. Ezek a tárgyak lehetnek fegyverek, páncélok, kereskedelmi értékek (trade goods), nyersanyagok (material), táskák, rúnák (glyph), receptek, régensek (reagent), muníciók (ammunition) és küldetéstárgyak, sőt, akár hátasok és kisállatok (companions) is. A behelyezés után meg kell határozni az aukció hosszát (rövid-, közepes- és hosszú lejárat, ami 12, 24 és 48 órás időintervallumot jelent), a kikiáltási- és az azonnali kivásárlási árat. Az aukciót ezután a rendszer lementi és ha egy játékos megveszi, a rendszer automatikusan postai úton elküldi a pénzt a megvásárolt tárgyért, ha nem vásárolják meg, az eredeti tárgyat/tárgyakat a rendszer az aukció lejárta után visszaküldi a tulajdonosnak.
  - Licitálás (Bid) – A licitálás során a játékosnak az áhított tárgy meghatározott kikiáltási árán felül kell licitálnia, hogy azután a pénzt letétbe helyezze a rendszer. A licitálás menetét az aukció menüjében is figyelemmel lehet követni, ha pedig valaki más túllicitálta (outbid) a tárgyat vagy a tárgy tulajdonosa törölte az aukciót, a rendszer hiánytalanul visszaküldi a letétbe helyezett pénzt.
  - Kivásárlás (Buyout) – A kivásárlás során a játékos azonnal kifizeti a tárgy kivásárlási értékét, ezzel pedig az esetleges licitálókat is kiüti a tárgyért folytatott versenyből.

Az aukciós házak persze nem dolgoznak ingyen, minden sikeres aukció után a pénz 5%-át vonják le.

### Foglalkozások(Profession)
A karakter különböző foglalkozásokat (profession) tanulhat meg, hogy nyersanyagokat gyűjtsön, készítsen magának és másoknak is hasznos holmikat vagy csak szórakozás gyanánt elüsse az időt. Két válfaja van:
- Elsődleges foglalkozás (Primary Profession) – Ezekből a karakter egyszerre csak kettőt tanulhat meg. Az elsődleges foglalkozás (vagy főfoglalkozás) tovább bontható további két egységre:
  - Begyűjtő foglalkozás (Gathering Profession) – A begyűjtő foglalkozások a világban előforduló, csak a megfelelő szakmai hozzáértéssel megszerezhető nyersanyagokkal foglalkozik. Ide tartozik a bányászat (mining), a gyógynövénygyűjtés (herbalism) és a nyúzás (skinning).
  - Előállító foglalkozás (Production Profession) – Az előállító (vagy kereskedelmi) foglalkozások nagy része a begyűjtő foglalkozások során felhalmozott javakból állít elő tárgyakat. Ide tartozik a kovácsolás (blacksmithing), a mérnökség (engineering), az ékszerészet (jewelcrafting), az alkímia (alchemy), a tekercsírás (inscription), a bűvölés (enchanting), a bőrművesség (leatherworking) és a szabóság (tailoring). Az első kiegészítő után a tárgykészítő foglalkozások esetén megjelentek a személyes munkák is, ahol a karakter olyan tárgyakat készít el vagy olyan módosítást hajthat végre, amelyekből csak ő preferálhat.
- Másodlagos foglalkozás (Secondary Profession) – A másodlagos foglalkozások nem számítanak valódi foglalkozásnak, sokkal inkább hobbinak, emiatt pedig mindegyik kitanulható. Ide tartozik a horgászat (fishing), a főzés (cooking), a régészet (archaeology) és az elsősegély (first aid). A lovaglás (riding) is ide sorolható, még ha csak az utazást segítő hátasok kezelésével foglalkozik.

Minden foglalkozásnak külön tanítója van, ahol az alapok megismerését követően újabb összegyűjtési vagy elkészítési fortélyok tanulhatók el, de előfordul, hogy bizonyos különleges eljárások, ismeretek és előállítható tárgyak tudására csak a világban szétszórtan lehet rálelni receptek formájában. Mindig érdemes kitanulni a karakter kasztjához (vagy ha van mód rá, akkor fajához is) megfelelő elsődleges foglalkozásokat, mert jó pénzforrás mellett segíthetik a fejlődést is.

## Achievement-ek (eredmények)
A játékban számtalan eredmény érhető el. Tulajdonképpen ezek segítségével mérhető fel leginkább egy-egy játékosnál, hogy mennyire sajátította el, játszotta ki a játék különböző aspektusait. Eredmények majdnem minden kisebb-nagyobb "mérföldkőnél" szerezhetőek, egy szint elérésétől vagy foglalkozás kitanulásától kezdve egészen a játék nehezen legyőzhető fő ellenfelének legyőzéséig vagy a PvP magasabb szinten való űzéséig. A normál eredmények mellett vannak ún. "Feast of Strength" eredmények is, amelyek alapesetben rejtettek (így a játék nem ad információt a teljesítésükhöz se), és általában különleges "világeseményekben" (world event) való részvételhez, különleges tárgyak megszerzéséhez kötődnek. Az eredmények elérése nem tartozik az univerzum történetének alakulásához, az ebből megszerzett pontok nem válthatóak át más értékekre, de egyes eredmények titulussal (title), kisállatokkal (pet), hátasokkal vagy egyéb módosító hatásokkal jutalmazhatják a játékost.

## Érdekességek
A játék vendégszerepelt, többek között a South Park című sorozatban is egy epizód erejéig, amiben a sorozat főszereplői egy magas szintű játékostól mentik meg a többi felhasználót. Az epizód címe: Make love, not Warcraft. A sorozat 147. része, 2006-ban készült.